# Gallitzin, Pennsylvania
Gallitzin, Pennsylvania (енгл. Gallitzin) град је у америчкој савезној држави Пенсилванија.

## Демографија
По попису из 2010. године број становника је 1.668, што је 88 (-5,0%) становника мање него 2000. године.
| Група             | 2000.         | 2010.         |
| Белци             | 1.724 (98,2%) | 1.620 (97,1%) |
| Афроамериканци    | 2 (0,1%)      | 10 (0,6%)     |
| Азијати           | 1 (0,1%)      | 1 (0,1%)      |
| Хиспаноамериканци | 15 (0,9%)     | 25 (1,5%)     |
| Укупно            | 1.756         | 1.668         |